# 誰也不能左右我
《誰也不能左右我》（日语：ぜったいに 誰も）是日本音樂組合ZYYG的第5張單曲。1995年6月26日由ZAIN RECORDS（現已併入Being）發行。

## 概要
《誰也不能左右我》是音樂組合ZYYG的貝斯手栗林誠一郎退團，新任貝斯手加藤直樹加入ZYYG之後發行的首張單曲。也是織田哲郎自ZYYG的出道單曲（發行之後登上公信榜排名第3名）以來第二首負責的單曲，並創下最高銷售量及Oricon最高排名第2名的單曲。曾在1995年被朝日電視台電視動畫《灌籃高手》從第62話開始當作後期片頭主題曲使用。至於B面歌曲「最初的最後的LOVE SONG」是ZYYG的主唱高山征輝首次負責作曲的歌曲。

## 收錄歌曲
（所有歌曲由高山征輝作詞，ZYYG編曲。）
1. 誰也不能左右我
作曲：織田哲郎
2. 最初的最後的LOVE SONG
作曲：高山征輝
3. 誰也不能左右我（off vocal）
4. 最初的最後的LOVE SONG（off vocal）

## 參加歌手、音樂家
- 生澤佑一（日语：生沢佑一） from TWINZER（日语：TWINZER）－合音
- 宇德敬子－合音
- 岩切玲子－合音
- 池田大介（日语：池田大介 (編曲家)）－鍵盤手
- 加藤貴也－鍵盤手

## 相關項目
- B-Gram RECORDS－ZYYG以前所屬的唱片公司，現已併入Being。